# Vlag van Quévy
De vlag van Quévy is op 23 december 1996 bij raadsbesluit vastgesteld als de vlag van de Henegouwse gemeente Quévy. De vlag kan als volgt worden beschreven:
Rood met tien witte ruiten geplaatst met 3-3-3-1.
De vlag werd pas op 28 maart 1997 bevestigd door de Franse Gemeenschapsregering.
De kleuren van de vlag zijn afkomstig van het gemeentewapen. Hierdoor is de vlag gelijk aan het vroegere wapen van Quévy-le-Petit, waarbij de bovenste en onderste ruit de randen van de vlag raken.